# California über alles
California über alles ist ein Lied der amerikanischen Punkband Dead Kennedys. Es erschien im Juni 1979 als erste Single der Band mit The Man with the Dogs auf der B-Seite. Die alte Single-Version ist auf dem Best-of- und Raritäten-Album Give Me Convenience or Give Me Death enthalten. Die Dead Kennedys verkauften von der Single 6000 Exemplare durch ihre neu gegründete eigene Plattenfirma Alternative Tentacles, bevor sie eine zweite Version für ihr Debütalbum Fresh Fruit for Rotting Vegetables einspielten.

## Entstehung
Das Musikstück wurde von Jello Biafra komponiert; der Text stammt von John Greenway und wurde dann von Biafra ergänzt und überarbeitet. Biafra komponierte die Musik, bei einem seiner wenigen Versuche, Musik beim Jammen auf der Gitarre zu komponieren. Die Ursprungsversion wurde von The Healers gespielt, einer Band, mit der Biafra in seiner Geburtsstadt Boulder, Colorado auftrat. Die erste Aufnahme entstand 1979 in den Army Street/BSU Studios. Als Vorlage für die Produktion legte Biafra dem Studiobesitzer Jim Keylor die Single Sick of You von The Users vor.
Fast Product veröffentlichte eine britische Pressung der Single.

## Musikstil
Gunther Reinhardt vom Rolling Stone bezeichnete California über alles als „Hardcore-Version eines Flamencos“.

## Inhalt
Der Liedtext prophezeit aus der Sicht des damaligen kalifornischen Gouverneurs Jerry Brown eine „hippie-faschistische Zukunft“. Brown kandidierte 1976 und 1980 für das Amt des US-Präsidenten. Biafra verknüpft im Text zwei Beobachtungen: Einerseits missbilligt er den Eskapismus der esoterischen New-Age-Bewegungen, die aus dem Umfeld der Hippie-Bewegung hervorgingen und deren Anhänger er in seiner Zeit in Boulder als apathisch, fügsam und daher auch leicht lenkbar wahrnahm. Insbesondere deren Anfälligkeit für charismatische Führungspersönlichkeiten betrachtete Biafra mit Sorge. Andererseits kritisiert er den Machthunger von Jerry Brown, dem Biafra auf Grund der Brown zugeschriebenen Behauptung, die Bürger würden sich nach einem Führer auf einem weißen Pferd sehnen, zutraute, diesen Eskapismus für seine Zwecke zu manipulieren. Die Äußerung über den Führer auf einem weißen Pferd wird auch im Song aufgegriffen.
Das über alles spielt auf die erste Strophe des Deutschlandliedes an, die mit der Zeile Deutschland, Deutschland über alles beginnt, früher zur deutschen Nationalhymne gehörte und insbesondere im Dritten Reich verwendet wurde.

## Rezeption
California über alles erreichte nach der Veröffentlichung der britischen Pressung die Top 10 der damaligen Version der Alternative Charts.
Im Jahr 1981 veröffentlichten die Dead Kennedys eine zweite Version des Stückes unter dem Titel „We've got a bigger Problem now“, in dem nicht mehr Governor Jerry Brown, sondern der inzwischen gewählte Präsident Ronald Reagan thematisiert wird.
Die Gruppe Hasidic New Wave, die in den 1990er Jahren im Umfeld der „Radical Jewish Culture“-Szene um John Zorn aktiv war, coverte den Titel im Jahr 1999 unter dem Titel Giuliani über alles, um auf das Problem der steigenden Polizeigewalt während der Amtszeit des damaligen New Yorker Bürgermeisters Rudy Giuliani hinzuweisen.
Jayne County coverte den Song zusammen mit She Wolves im Jahr 2007.
2016 veröffentlichte die mexikanische Extreme-Metal-Band Brujeria das Lied California Über Atzlan. Darin greift die Gruppe wie schon in früheren Liedern den ehemaligen Gouverneur Kaliforniens Pete Wilson („Pito Wilson“), den Widersacher Jerry Browns, an und kritisiert sein mutmaßliches Ausnutzen der lateinamerikanischen Wählerschaft Kaliforniens. Bei Aztlán handelt es sich um das ursprüngliche Siedlungsgebiet der Azteken, zu dem als Teil des Südwestens der heutigen USA auch das heutige Kalifornien gehört haben soll.
Die Toten Hosen veröffentlichten 2017 eine Coverversion des Songs California über alles mit Jello Biafra als Gastsänger. Dieser Song ist auf dem Album Learning English Lesson 2 enthalten. In dieser Version steht Gouverneur Arnold Schwarzenegger im Zentrum des Texts und es sind darin sowohl Referenzen an seine Politik als auch an seine Filme verarbeitet.
Biafra räumte in zwei späteren Interviews ein, dass er bei seiner Bewertung Browns falsch lag.
Am 10. Juni 2022 veröffentlichte die deutsche Thrash-Metal-Band Kreator das Studioalbum Hate über alles. Album- und Songtitel leiten sich von California über alles ab.